# Сапин, Михаил Романович
Михаи́л Рома́нович Са́пин (19 октября 1925 — 20 марта 2015) — советский и российский учёный-анатом, академик РАН (ранее — академик АМН СССР), доктор медицинских наук, заслуженный деятель науки Российской Федерации (1994), профессор, заведующий кафедрой анатомии человека Первого МГМУ им. Сеченова с 1971 по 2015 год.

## Биография
Родился 19 октября 1925 года в городе Середина-Буда Сумской области Украинской ССР.
В 1942 году, не закончив обучение в средней школе в городе Сумы, ушёл в Советскую армию воевать. Участвовал в боях с немецко-фашистскими захватчиками в разведке Сталинградского механизированного корпуса в составе 8-й Гвардейской механизированной бригады. Также участвовал в разгроме японской армии в 1945 г. в составе 1-го Дальневосточного фронта. За проявленный героизм награждён Орденом Красной Звезды, медалью «За отвагу» и другими медалями. Школу (вечернюю) закончил в 1947 году, будучи военным.
Затем служил в особых войсках в Заполярье до 1950 года. В этом же году поступил в 1-й ММИ им. И. М. Сеченова, который окончил в 1956 году. В 1959 году там же окончил аспирантуру при кафедре анатомии человека.
В 1959 году защитил кандидатскую диссертацию на тему «Внутриорганная лимфатическая система надпочечников человека», в 1967 году — докторскую диссертацию на тему «Анатомо-функциональные исследования кровеносных сосудов надпочечников и роль надпочечных вен в оттоке адреналина». В 1988 году избран академиком АМН СССР.
Научные работы посвящены изучению лимфатических и кровеносных сосудов внутренних органов, органов иммунной системы, малых желёз.
Автор более 800 научных работ (лично и в соавторстве), 24 монографий, более 30 учебников и пособий для ВУЗов, техникумов и средних школ, в том числе по проблемам функциональной анатомии лимфатической системы и желез внутренней секреции. Создал целую научную школу анатомов, под его руководством и при его консультации защищено более 100 диссертаций, в том числе 64 докторских и более 70 кандидатских.
Крупный специалист в области лимфологии, ангиологии, иммуноморфологии, в области изучения эндокринных и экзокринных желез. По его учебникам, атласам, учебным пособиям для медицинских, биологических и педагогических вузов, медицинских училищ и общеобразовательных школ изучало и изучает анатомию не одно поколение советских, российских и иностранных медиков.
С 1959 по 1994 гг. — учёный секретарь, член, председатель экспертной комиссии по морфологии, член совета ВАК.
В 1962—1966 гг. — заместитель декана лечебного факультета; в 1967—1990 гг. — декан факультета повышения квалификации преподавателей 1-го ММИ им. И. М. Сеченова.
В 1971—2015 гг. — заведующий кафедрой анатомии человека 1-го Московского медицинского института им. И. М. Сеченова.
С 1972 года — заведующий лабораторией функциональной анатомии Института морфологии человека АМН.
С 1974 года — председатель Проблемной комиссии «Функциональная анатомия» АМН СССР (с 1992 РАМН).
По совместительству с 1992 по 2013 гг. — заведующий кафедрой нормальной и топографической анатомии факультета фундаментальной медицины МГУ им. М. В. Ломоносова.
С 1974 года — заместитель председателя, а с 1988 — председатель Всесоюзного научного общества анатомов, гистологов и эмбриологов. С 1992 по 2006 год — президент Международной ассоциации морфологов (СНГ). Член редколлегии журнала «Морфология».
Академик РАМН, РАЕН, Международной академии наук Высшей школы, Нью-Йоркской академии наук, почётный член многих международных и национальных научных обществ, заслуженный деятель науки Российской Федерации (1994), лауреат премии Правительства Российской Федерации в области науки и техники (1998), премии Президента Российской Федерации в области образования (1999), премий АМН СССР.
В 2006 году под редакцией Сапина выходит атлас анатомии человека, включённый в список учебной литературы для студентов Сеченовского университета по сей день.[6]
20 марта 2015 года скоропостижно скончался во время чтения лекции в Москве в Первом МГМУ им. И. М. Сеченова. Похоронен на Троекуровском кладбище (участок 26).

## Награды
Заслуженный деятель науки Российской Федерации (1994).
Ордена:
- Красной Звезды (1944),
- «Знак Почёта» (1965),
- Трудового Красного Знамени (1985),
- Отечественной войны II степени (1985).

Медали:
- «За отвагу» (1944),
- Жукова,
- юбилейная «За доблестный труд. В ознаменование 100-летия со дня рождения Владимира Ильича Ленина»,
- «За победу над Германией в Великой Отечественной войне 1941—1945 гг.»,
- юбилейная «Двадцать лет Победы в Великой Отечественной войне 1941—1945 гг.»,
- юбилейная «Тридцать лет Победы в Великой Отечественной войне 1941—1945 гг.»,
- юбилейная «Сорок лет Победы в Великой Отечественной войне 1941—1945 гг.»,
- юбилейная «50 лет Победы в Великой Отечественной войне 1941—1945 гг.»,
- юбилейная «60 лет Победы в Великой Отечественной войне 1941—1945 гг.»,
- юбилейная «65 лет Победы в Великой Отечественной войне 1941—1945 гг.»,
- юбилейная «70 лет Победы в Великой Отечественной войне 1941—1945 гг.»,
- «Ветеран труда»,
- юбилейная «50 лет Вооружённых Сил СССР»,
- юбилейная «60 лет Вооружённых Сил СССР»,
- юбилейная «70 лет Вооружённых Сил СССР»,
- «В память 850-летия Москвы».

Премии:
- Премия Президента Российской Федерации в области образования (1998),
- Премия Правительства Российской Федерации в области науки и техники (1999).